# Zach Cherry
Zach Cherry (1º novembre 1987) è un attore statunitense noto per l'interpretazione di Dylan George nella serie Scissione.

## Filmografia parziale

### Cinema
- The Big Sick - Il matrimonio si può evitare... l'amore no (The Big Sick), regia di Michael Showalter (2017)
- Spider-Man: Homecoming, regia di Jon Watts (2017)
- L'unica (Irreplaceable You), regia di Stephanie Laing (2018)
- Unsane, regia di Steven Soderbergh (2018)
- Non è romantico? (Isn't It Romantic), regia di Todd Strauss-Schulson
- Shang-Chi e la leggenda dei Dieci Anelli (Shang-Chi and the Legend of the Ten Rings), regia di Destin Daniel Cretton (2021)
- A dire il vero (You Hurt My Feelings), regia di Nicole Holofcener (2023)

### Televisione
- High Maintenance – serie TV, un episodio (2015)
- Broad City – serie TV, un episodio (2015)
- Horace and Pete – serie TV, un episodio (2016)
- Unbreakable Kimmy Schmidt – serie TV, un episodio (2016)
- Search Party – serie TV, 3 episodi (2016)
- Crashing – serie TV, 8 episodi (2017-2019)
- Divorce – serie TV, un episodio (2018)
- You – serie TV, 9 episodi (2018)
- I Feel Bad – serie TV, 13 episodi (2018)
- Our Cartoon President – serie TV, 22 episodi (2018-2020) – voce
- The Magicians – serie TV, un episodio (2019)
- Succession – serie TV, un episodio (2019)
- Living with Yourself – serie TV, 4 episodi (2019)
- The Resident – serie TV, un episodio (2019)
- Most Dangerous Game – serie TV, 10 episodi (2020)
- Duncanville – serie TV, 35 episodi (2020-2022)
- Last Week Tonight with John Oliver – serie TV, un episodio (2021)
- Scissione (Severance) – serie TV, 9 episodi (2022)
- Star Trek: Lower Decks – serie TV, un episodio (2023) – voce
- Fallout – serie TV, 5 episodi (2024)

## Doppiatori italiani
Nelle versioni in italiano delle opere in cui ha recitato, Zach Cherry è stato doppiato da:
- Simone Crisari in You, Scissione, Fallout
- Lorenzo Crisci in I Feel Bad, Shang-Chi e la leggenda dei Dieci Anelli
- Leonardo Graziano in Unbreakable Kimmy Schmidt
- Fausto Tognini in L'unica
- Gabriele Patriarca in Unsane